# Rui Gomes da Silva, 1.º alcaide de Campo Maior
Rui Gomes da Silva (c. 1391 -  depois de 1452) 1.º Alcaide de Campo Maior e Ouguela na linhagem dos Silvas, foi um nobre português do século XV, que se distinguiu por serviços militares prestados em Ceuta e Tânger. É o pai de Santa Beatriz da Silva e do Beato Amadeu da Silva, duas figuras de relevo na história do catolicismo no século XV.   
O cronista Rui de Pina, na sua "Crónica de El-rei D. Duarte", descreve-o como sendo "homem prudente e bom cavaleiro" tendo sido, por essas qualidades, enviado em 1436 pelo Infante D. Henrique ao Rei de Fez, a fim de negociar a retirada da expedição portuguesa a Tânger.

## Biografia
Pela sua linhagem paterna, era descendente de nobres e ricos-homens do noroeste da Península que já serviam no Reino de Leão no século X. Como a nobreza da sua casa e linhagem era mais antiga que a fundação do Reino de Portugal, diz-se que era de "nobreza imemorial".

### Controvérsia sobre filiação
Segundo o Nobiliário do Conde D. Pedro seria filho primogênito de Aires Gomes da Silva, o Velho (c. 1298 - c. 1357), com Senhorinha Martins Redondo, e neto de Martim Gomes da Silva. Anselmo Braamcamp Freire, porém, baseado em considerações de ordem cronológica, duvida desta filiação - embora não a considere, rigorosamente, impossível -  pois, nesta hipótese, Rui Gomes da Silva teria combatido em Tânger com perto de 90 anos de idade e falecido já quase centenário.
O genealogista espanhol Salazar y Castro, escrevendo no ano de 1685, havia argumentado que Rui Gomes seria filho de um outro Aires Gomes da Silva, denominado o Grande, ou o Moço, Alcaide do Castelo de Guimarães em 1385 (falecido pouco depois desta data) e primo direito do primeiro - mas estudiosos posteriores, incluindo o referido Anselmo Braamcamp Freire, escrevendo no século XX e Manuel Abranches de Soveral, escrevendo já no século XXI, consideram também implausível esta hipótese.
Para Abranches de Soveral, o mais provável será que Rui Gomes da Silva, Alcaide de Campo Maior, fosse neto - e não filho -  de Aires Gomes da Silva, o Velho, através do filho primogênito deste, também chamado Rui Gomes da Silva, que aparece documentado em mercês régias que recebeu e atos jurídicos que praticou, respectivamente, nos anos de 1364 e 1404. Estaríamos, assim, perante mais uma instância de um "fenómeno usual em genealogia, de concentrar dois homónimos numa mesma pessoa".

### Carreira militar em Ceuta e Tânger
Participou na conquista de Ceuta, em 1415, sendo um dos capitães da armada que conquistou a praça. Por ordem de D. João I, foi um dos cavaleiros designados para lá ficar prestando serviço militar, em apoio a D. Pedro de Meneses, 1.º capitão-general de Ceuta e futuro 1.º Conde de Vila Real. Residiu assim em Ceuta, de forma ininterrupta, entre 1415 e 1434."

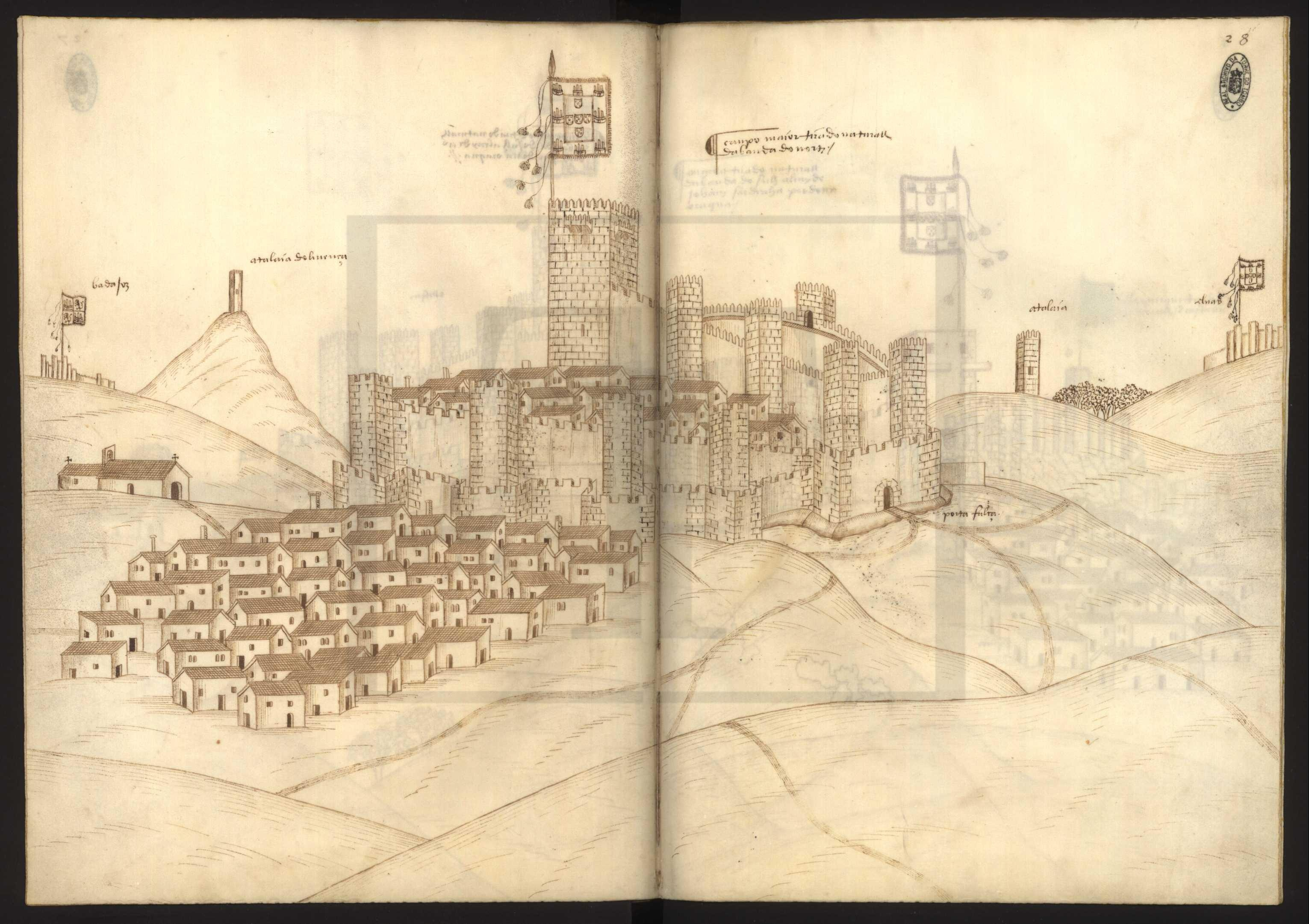
O Castelo de Campo Maior, de que Rui Gomes da Silva foi Alcaide-mor, no Livro das Fortalezas de Duarte de Armas

Rui Gomes da Silva casou com Isabel de Meneses, filha natural do referido D. Pedro de Menezes, Conde de Vila Real, um dos primeiros homens da corte, sob as ordens do qual servira em Ceuta.
Foi armado cavaleiro, na mesma praça de Ceuta, em agosto de 1426, na defesa da mesma.
Em 1433, era já membro do conselho do rei D. Duarte, que por carta de 8 de abril de 1435 o fez alcaide da vilas alentejanas fronteiriças de Campo Maior e Ouguela, alcaidarias que haviam pertencido a Martim Afonso de Melo, entretanto falecido.
Em 1436, como acima referido, Rui Gomes participou com os Infantes na malograda expedição a Tânger, tendo assumido papel de relevo nas negociações que permitiram a retirada da força expedicionária portuguesa, comandada pelo Infante D. Henrique, que se encontrava cercada.
Os últimos documentos que se referem a Rui Gomes da Silva datam de entre o final de 1449 e fevereiro de 1452, sendo de presumir que terá falecido pouco depois desta última data.

## Casamento e descendência
Rui Gomes da Silva e Isabel de Menezes casaram em Ceuta no ano de 1418 ou, mais provavelmente, segundo fontes como Braamcamp Freire e Abranches de Soveral, a 13 de Novembro de 1422.
Do seu casamento deixou descendência, 12 filhos e filhas, nomeadamente, pela ordem de nascimento:
- Pedro Gomes da Silva, 2.º alcaide de Campo Maior e Ouguela (1423 - antes de abril de 1463);
- Santa Beatriz da Silva (c. 1424 - 1492);
- Afonso Teles da Silva, 3.º alcaide de Campo Maior e Ouguela (c. 1426 - c. 1503);
- Fernão Gomes da Silva, alcaide-mor de Alter do Chão (c. 1428 - 1497);
- João de Menezes da Silva, depois conhecido como Beato Amadeu da Silva (1431 - 1482);
- Branca da Silva, senhora de Figueiró e Pedrogão (c. 1433 - ?), pelo casamento com João Rodrigues Ribeiro de Vasconcelos, 3.º Senhor de Figueiró;
- Isabel da Silva (c. 1434 - ?), casada com Álvaro de Sousa, senhor de Miranda do Corvo, de quem foi a segunda mulher;
- Leonor da Silva, ou da Silva e Meneses, que faleceu solteira;
- Catarina da Silva, ou da Silva e Meneses, que faleceu solteira;
- Guiomar de Menezes, senhora de Miranda (c. 1439 - 1481), pelo casamento com Álvaro de Sousa, senhor de Miranda e alcaide-mor de Arronches, 19º Senhor da Casa de Sousa, de quem foi a terceira mulher;
- Maria de Menezes, senhora de Ponte da Barca (c. 1440 - 1472), pelo casamento com Gil de Magalhães, senhor de Ponte da Barca
- Diogo da Silva, 1.º Conde de Portalegre (c. 1441 - 1504).